# Geografía del bienestar
La geografía del bienestar es una corriente de pensamiento geográfico dentro de la geografía humana que aborda el tema del bienestar social como objeto propio de esta ciencia y se centra en los problemas reales y cotidianos de la sociedad. Nació a fines de la década de 1960 a partir de una corriente liberal surgida de la geografía radical, intentando mejorar la sociedad dentro del mismo sistema. Posee un carácter aplicado y su fin último es la consecución de orientaciones para la transformación de la sociedad y la obtención de una mejor calidad de vida.
En los años 1960, existió un interés por los temas sociales y la distribución de la riqueza a la que no es insensible la Geografía, dado que ya existían investigaciones relacionadas con esta materia (contrastes económicos, niveles de vida, etc.). Tal y como señala David Smith:

[...] los geógrafos humanos, como los demás estudiosos, son hijos de su tiempo y reaccionan de acuerdo con el clima intelectual, social y político en que viven.

Hubo un empeño en relacionar la preferencia espacial con los indicadores de bienestar social. A partir de principios de la década de 1970 empezaron a surgir trabajos relacionados con el bienestar social.

La geografía del bienestar no renuncia al uso de técnicas de investigación complejas como simulaciones o análisis factoriales, representativos de la geografía teorético-cuantitativa, pero se hace hincapié en que estas herramientas metodológicas deben ser utilizadas para la aclaración de problemas sociales tales como el deterioro del medio ambiente o los contrastes económicos y sociales. Sin embargo, primarán más aquellos aspectos cualitativos sobre los cuantitativos.
En suma la geografía del bienestar responde a las preguntas ¿quién? (la población investigada), ¿qué? (aquello que da el bienestar a la población), ¿dónde? (la localización de problemas dentro del espacio de estudio) y ¿cómo? (el proceso o mecanismo causal que interviene en la sociedad).